# Artur Czesak
Artur Marcin Czesak (ur. 11 października 1973 w Końskich) – polski językoznawca, dialektolog i leksykograf. Zajmuje się słownictwem i frazeologią współczesnego dyskursu publicznego, przemianami w nim zachodzącymi oraz językami mniejszości etnicznych. Interesuje się zmianami roli i sytuacji polskich dialektów (zwłaszcza śląszczyzny i gwary podhalańskiej).
Ukończył studia z zakresu polonistyki na Uniwersytecie Jagiellońskim. Jego praca magisterska poruszała problematykę frazeologii gwarowej. W 2004 r. obronił pracę doktorską o ekspresywizmach osobowych w gwarach Małopolski górzystej na Wydziale Filologicznym UJ.
Był współpracownikiem zespołu Słownika współczesnego języka polskiego (pod red. Bogusława Dunaja). Jest jednym z twórców innowacyjnego słownika internetowego Dobryslownik.pl. Interesuje się także zagadnieniami z zakresu normatywistyki, polszczyzną standardową i nieoficjalną, jej formami regionalnymi itp.
Dawniej pełnił funkcję sekretarza Towarzystwa Miłośników Języka Polskiego.

## Wybrana twórczość
- Słownik współczesnego języka polskiego (tom I–II, praca zbiorowa)
- Kompetencje tłumaczy na język śląski (2012)
- Współczesne teksty śląskie na tle procesów językotwórczych i standaryzacyjnych współczesnej Słowiańszczyzny (2015)